# Киселівка (Донецький район)
Киселі́вка — село Амвросіївської міської громади Донецького району Донецької області, Україна.

## Загальні відомості
Відстань до райцентру становить близько 8 км і проходить автошляхом місцевого значення.
Унаслідок російської військової агресії із серпня 2014 р. Киселівка перебуває на території ОРДЛО.

## Населення
За даними перепису 2001 року населення села становило 52 особи, з них 76,92 % зазначили рідною мову українську та 23,08 % — російську.